# Josip Bezlaj
Bezlaj Josip, slovenski učitelj, pisec šolskih učbenikov in  tehniških priročnikov, * 14. marec 1855, Ljubljana, † 29. september 1935, Ljubljana.
Po končani realki v rojstnem mestu se je za dva semestra vpisal na tehniško visoko šolo, nato obiskoval enoletni praktični učiteljski tečaj, napravil izpit za meščanske šole in nastopil službo učitelja v Krškem. Objavil je Pouk o črtežih (COBISS), Geometrijsko oblikoslovje za dekliške meščanske šole (1897), Stavbni črteži s proračuni in kratek nauk o projekcijsko, situvacijskem in perspektivnem risanju (COBISS), Zbirko rudarskih in fužinarskih izrazov (1918), O šolskih stavbah in Navod za risanje strojev, Navod o početnem risanju in oblikoslovju, Situvacijski črteži in risanje, Jednostavni predmeti iz stavbarstva in strojarstva in Kotomerstvo, Situvacijski črteži in risanje zemljevidov, Kako zidamo domača poslopja? (1898). Ker v času Bezlajevega pisanja ni bilo za določene pojme slovenskih tehniških izrazov, si je dostikrat izposojal potrebne besede iz hrvaščine in češčine.